# Єланецький заказник
Ландшафтний заказник місцевого значення «Єланецький» (радгосп «Червона Україна» Вознесенське лісництво, квартали с. Калинівка та Водяне-Лоріне) був оголошений Рішення Миколаївського облвиконкому від 23.10.1984 року № 448 «Про мережу території та об'єктів природно-заповідного фонду області», Єланецького району Миколаївської області.
Площа — 976 га.

## Характеристика
Територія входить до природного заповідника «Єланецький степ».

## Скасування
Дата скасування невідома. Скасування відбулось у зв'язку із входженням території до природного заповідника «Єланецький степ»..